# Тідорський султанат
Тідорський султанат  — ісламська монархічна острівна держава на півночі Молуккського архіпелагу, що існувала в XVI-XX ст. з центром на острові Тідоре. Протягом усього існування протистояла сусідньому Тернатському султанату. До їх протистояння долучалися Португалія, Іспанія, Республіка Сполучених провінцій, Велика Британія. 1806 року султанат зазнав поразки від голландців й з цього часу перебував в залежності від Голландської Ост-Індської компанії. 1906 року офіційно увійшов до Нідерландської Ост-Індії.

## Історія
Відсутні джерела про історію Тідоре до початку XVI століття. На основі місцевих легенд висунуто гіпотезу про існування з кінця XI ст. протодержави або вождіства Тідоре, на чолі якого стояли колано (вожді). Поступово сюди починає проникати іслам. Водночас помітен яванський вплив. Можливо завдяки торгівельних та військовим контактам з імперією Маджапагіт (припускають навіть, що остання на деякий час встановила тут свою зверхність).
У 2-й половині XV ст. колано Чірі Леліату прийняв іслам, зробивши його офіційною релігією, а також взяв титул султана. Весь час відбувалися сутички з сусіднім султанатом Тернате, з яким правляча династія була пов'язана численними шлюбами.
1512 року сюди прибули перші європейці — португальські мореплавці. 1522 року султан аль-Мансур зустрів рештки іспанської навколосвітньої експедиції Магеллана і продав іспанцям значні обсяги гвоздики. Султан Мір уклав союз із Іспанією, що дозволило іспанцям звести низку фортів на островах. В подальшому, незважаючи на розбіжності з іспанцями, їх союз був необхідний для протистояння союзу султанату Тернате та португальців, які збудували форт на Тернате. Втім у 1524, 1526, 1529, 1536 і 1560 роках Тідорський султанат зазнавав поразок у протистоянні з султанами Тернате й португальцями. Ситуація змінилася у 1570 році, коли португальці вступили у конфлікт з Тернате. 1578 року португальці отримали право звести фортецю на Тідоре. 1581 року, після укладання унії між Португалією та Іспанією тут вплив отримали іспанці з Філіппін.
Збереження незалежності Тідоре було вигідно іспанцям, оскільки це допомагало стримувати голландську експансію (Голландська Ост-Індська компанія 1606 року захопила о. Амбон на півдні Молуккських островів) і створювало загрози їх інтересам в цьому регіоні. 1606 року спільно з іспанцями було завдано поразки султанату Тернате. 1607 року почалися бойові дії проти голландців. Водночас починається встановлення влади султанами Тідоре над західним узбережжям Нової Гвінеї.
Після відходу іспанців в 1663 році Тідорський султанат став найсильнішим в регіоні. Він продовжував чинити опір Голландській Ост-Індській компанії, яка прагнула монополії. Разом з тим султанат активно підтримував торгівлю з португальцями і голландцями. За султана Сайфуддіна дипломатичними заходами і підкупом вдалося розширити союзи з місцевими раджами на сусідніх островах. Тідоре залишався незалежним до кінця XVIII століття.
У 1768 року султан Джамалуддін II поступився Голландській Ост-Індській компанії східною частиною о. Серам. що спричинило внутрішні заворушення та послаблення султанату. 1780 року відповідно до нової угоди з голландцями султанат визнав зверхність Голландській Ост-Індській компанії. У 1781 році принц Нуку залишив Тідоре і оголосив себе султаном островів Папуа. Це було початком багаторічної війни. З 1795 року в рамках кампанії часів Першої коалції британці підтримували Нуку, оскільки той став союзником у боротьбі проти голландців на Молуккських островах. 1797 року Нуху захопив о. Тідоре. 1801 року війська султана сприяли захопленню британцями султанату Тернате.
1806 році голландці перейшли у наступ, підкоривши Тідоре. З цього часу відбувається занепад султанату, послідове підпорядкування Голландській Ост-Індській компанії. У 1817 році був підписаний договір, за яким султан і вельможі отримували щорічні субсидії. Тідоре був включений до резиденції Тернате разом з Тернате, Бакан, Хальмахера.
Титул султана втратив чинність у 1905 році, і його замінили регентством. Лише після спалаху індонезійської революції голландська влада дозволила посадити на престол нового султана Зайнала Абідіна Альтінга. Після здобуття індонезійської незалежності в 1949 році старі монархічні інститути поступово були скасовані. Проте історичний статус султана зіграв певну роль у зміцненні індонезійських претензій на голландську Нову Гвінею.

## Територія
Загалом відповідає сучасній провінції Північне Малуку. Власні володіння та сфера впливу поширювалася на схід та південний схід, у володінні султанату були центральна та східна частини Хальмахери, значна частина півотсрова Чендравасіх на о. Нова Гвінея, а також схід Сераму. Столицею султанату було місто Тідоре на острові Тідоре.

## Устрій
Султан мав політичну і військову владу. Спирався на знать та мусульманське духовенство. При ньому була державна рада з 31 особи: джоджау (першого міністра), капітен-лаута (головного флотоводця), 2 хукумів (голів провідних міст), 27 бобато (голівселищ).
Володіння керувалися місцевими вождями (сангаджі), яким підкорялися кімелахи, в ключових пунктах перебували намісники (бобато), які стежили за діями васалів. Роль посланцем султана та збирачів данини виконували утусани.

### Султани
- Джамалуддін (1450—1512)
- Аль-Мансур (1512—1526)
- Аміруддін Іскандар (1526—1550)
- Гава (1550—1560)
- Гапі Багуна (1560—1599)
- Моле Маджиму (1599—1627)
- Нгароламо (1627—1634)
- Горонтало (1634—1639)
- Саїді (1640—1657)
- Сайфуддін (1657—1687)
- Хамза Фахаруддін (1689—1705)
- Абу Фалалал Мансур 1705–1708
- Гасануддін (1708—1728)
- Малікульманан (1728—1757)
- Джамалуддін II (1757—1779)
- Патра Алам (1780—1783)
- Камалуддін (1783—1797)
- Мухаммад аль-Мабус (1797—1805)
- Зайнал Абідін (1805—1810)
- Мухаммад Тахір (1811—1821)
- Аль-Мансур Сіраджуддін (1822—1856)
- Ахмад Сайфуддін Альтінг (1856—1865)
- Ахмад Фатхудін (1867—1892)
- Іскандар Сахаджухан (1893—1905)
- Зайнал Абідін Альтінг (1947—1967)

## Економіка
Основою була торгівля спеціями, рабами і корою дерева масаї (використовувалася як пахощі та ліки), що вивозилася з Нової Гвінеї.
1657 року султанату торкнулася голландська політика обмеження колоніального виробництва спецій (extirpatie). Ця політика була спрямована на посилення голландської монополії на спеції; водночас призвела до зниження доходів Тідоре. Натомість від голландців султани щорічно отримували грошову компенсацію.